# San Ángel, Acayucan
San Ángel är en ort i Mexiko.   Den ligger i kommunen Acayucan och delstaten Veracruz, i den sydöstra delen av landet, 400 km öster om huvudstaden Mexico City. San Ángel ligger 61 meter över havet och antalet invånare är 882.
Terrängen runt San Ángel är platt. Runt San Ángel är det ganska tätbefolkat, med 149 invånare per kvadratkilometer. Närmaste större samhälle är Corral Nuevo, 0,79 km öster om San Ángel. Omgivningarna runt San Ángel är en mosaik av jordbruksmark och naturlig växtlighet.